# Henrik Ekelund
Henrik Ekelund är grundare, VD och störste ägare i BTS Group AB. BTS är noterat på Stockholms fondbörs sedan 2001 och arbetar med upplevelsebaserad inlärning, lösningar för försäljning, ledarskap och affärsmannaskap med kontor i USA, Europa, Asien, Afrika och Australien. 
Före grundandet av BTS år 1986, avlade Henrik Ekelund examen vid Handelshögskolan i Stockholm 1978. Efter examen och innan grundandet av BTS Group, var Henrik managementkonsult för Vector Utveckling där han efter två år blev COO. Henrik arbetade sedan som senior konsult på konsultföretaget Nordic Management, där han var ansvarig för projekt för ledande internationella företag. Henrik fungerade också som redaktör för den politiska tidskriften Svensk Linje mellan 1980 och 1981.
Henrik Ekelund tilldelades utmärkelsen Albert Bonniers pris till Årets företagare år 2010.
Ekelund sitter också med i styrelsen för Sverige-Amerika Stiftelsen. 